# Badminton bei den Südamerikanischen Jugendspielen 2013
Bei den Südamerikanischen Jugendspielen 2013 wurden im Badminton drei Konkurrenzen durchgeführt. Die Wettbewerbe fanden vom 24. bis zum 28. September 2013 in Lima statt.

## Medaillengewinner
| Disziplin    | Gold                           | Silber                     | Bronze                          |
| ------------ | ------------------------------ | -------------------------- | ------------------------------- |
| Herreneinzel | Ygor Coelho                    | José Guevara               | Nayaran Ramdhani                |
| Herreneinzel | Ygor Coelho                    | José Guevara               | Sören Opti                      |
| Dameneinzel  | Lohaynny Vicente               | Daniela Macías             | Santusha Ramzan                 |
| Dameneinzel  | Lohaynny Vicente               | Daniela Macías             | Maria Delia Zambrano Solano     |
| Mixed        | Serafín Zayas Lohaynny Vicente | Ygor Coelho Andrea Montero | Sören Opti Ambika Ramraj        |
| Mixed        | Serafín Zayas Lohaynny Vicente | Ygor Coelho Andrea Montero | Sebastian Andrade Adriana Rivas |

## Medaillenspiegel
| Platz  | Land        | Gold | Silber | Bronze | Gesamt |
| ------ | ----------- | ---- | ------ | ------ | ------ |
| 1      | Brasilien   | 2,5  | 0,5    | 0      | 3      |
| 2      | Argentinien | 0,5  | 0      | 0      | 0,5    |
| 3      | Peru        | 0    | 2      | 0      | 2      |
| 4      | Chile       | 0    | 0,5    | 0      | 0,5    |
| 5      | Suriname    | 0    | 0      | 2,5    | 2,5    |
| 6      | Guyana      | 0    | 0      | 1,5    | 1,5    |
| 7      | Ecuador     | 0    | 0      | 1      | 1      |
| 8      | Venezuela   | 0    | 0      | 0,5    | 0,5    |
|        | Kolumbien   | 0    | 0      | 0,5    | 0,5    |
| Gesamt | Gesamt      | 3    | 3      | 6      | 12     |